# Zenyattà Mondatta
Zenyatta Mondatta es el tercer álbum de estudio de la banda británica The Police, editado en octubre de 1980 por A&M Records. El álbum está influenciado por el reggae y el punk e introduce pocos elementos musicales de la guitarra, el bajo y la batería. 
Incluye los sencillos "Don't Stand So Close to Me" y "De Do Do Do, De Da Da Da". Además, incluye tres canciones instrumentales "Voices Inside My Head", "The Other Way of Stopping" y el ganador de un premio Grammy "Behind My Camel".
En el 2020 el álbum fue incluido en la lista de los 80 mejores álbumes de 1980 de la revista Rolling Stone, ocupando el puesto 69.

## Contenido

### Título
Zenyatta Mondatta no tiene una traducción clara, ya que son dos palabras inventadas por Stewart Copeland, el baterista de la banda. Según explicó, Zenyatta viene de la combinación de las palabras Zen, tipo de meditación ornamental japonesa; y Yatta, tomado del nombre de Jomo Kenyatta (periodista y activista keniano anticolonialista).
Por su parte Mondatta es una mezcla entre las palabras francesas le monde y reggatta, tomado de su anterior disco Reggatta de Blanc (que también es una combincación de palabras).

## Lista de canciones
1. "Don't Stand So Close to Me" (Sting) – 4:04
2. "Driven to Tears" (Sting) – 3:20
3. "When the World Is Running Down, You Make the Best of What's Still Around" (Sting) – 3:38
4. "Canary in a Coalmine" (Sting) – 2:26
5. "Voices Inside My Head" (Sting) – 3:53
6. "Bombs Away" (Stewart Copeland) – 3:09
7. "De Do Do Do, De Da Da Da" (Sting) – 4:09
8. "Behind My Camel" (Andy Summers) – 2:54
9. "Man in a Suitcase" (Sting) – 2:19
10. "Shadows in the Rain" (Sting) – 5:02
11. "The Other Way of Stopping" (Stewart Copeland) – 3:22

## Miembros
- Sting - Voz y bajo.
- Andy Summers - Guitarra y coros.
- Stewart Copeland - Batería y coros.